# Центрально-Пангейські гори

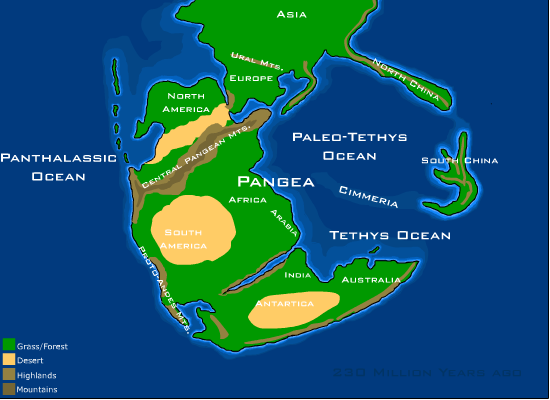
Мапа Пангеї 230 млн років тому і обриси сучасних континентів

Центрально-Пангейські гори — колишнє гірське пасмо прямуюче з північного сходу на південний захід в центральній частині суперконтиненту Пангея під час тріасового періоду. Утворилися в результаті континентальної колізії між суперконтинентами Лавразія і Гондвана в процесі утворення Пангеї Сьогоденними рештками Центрально-Пангейських гір є Аппалачі у Північній Америці і Малий Атлас — Марокко, Африка.
Центрально-Пангейські гори зазнали акадійського, каледонського та аллеганського орогенезів.